# 문원대왕
문원대왕(文元大王, 생몰년 미상)은 고려의 왕족이자 추존왕이다. 태조 왕건과 신명순성왕후 유씨의 아들로, 이름은 왕정(王貞)이다. 본관은 개성(開城). 광종의 아우이며, 경종의 장인이다.

## 생애
왕건과 신명순성왕후 유씨 소생의 아들로 정종과 광종의 친아우이다. 이복 누이인 문혜왕후 유씨와 혼인하여 1남 1녀를 두었다. 그에게 어떤 경로로 왕의 칭호가 주어졌는지는 기록이 남아있지 않아 알 수 없다. 다만, 그의 딸이 경종의 2비가 되면서 경종이 장인을 추존하면서 묘호를 두지 않고 시호만 올린 것이 아닌가 추정된다. 딸은 헌의왕후로, 친조카인 경종의 두 번째 왕비이다.
이름은 정(貞), 어머니는 신명순성왕후 유씨(神明王后劉氏)이며, 태자 태, 정종 요, 광종 소의 친동생이다. 이복남매인 문혜왕후 유씨(文惠王后柳氏)와 혼인하여 1남 1녀를 두었는데 아들은 천추전군(千秋殿君)이며 딸은 경종의 두번째 비가 된 헌의왕후 유씨(獻懿王后劉氏)이다. 그의 자세한 생애와 행적에 대해서는 알려진 것이 없다. 사망년대와 사인 역시 미상이다.

## 가계
- 조부 : 세조(世祖, ? ~897)
- 조모 : 위숙왕후(威肅王后) 한씨(韓氏)
- 부왕 : 태조(太祖, 877~943 재위:918~943)
- 모후 : 신명순성왕후(神明順成王后) 유씨(劉氏)
  - 부인 : 문혜왕후(文惠王后) 류씨(柳氏)
    - 아들 : 천추전군(千秋殿君)
    - 딸 : 헌의왕후(獻懿王后) - 경종의 후비(后妃)

## 문원대왕이 등장한 작품
- 《달의 연인 - 보보경심 려》(SBS, 2016년~2016년, 배우 : 지수)

## 참고 문헌
- 고려사